# Barmština
Barmština (barmsky မြန်မာဘာသာ) je oficiálním jazykem Barmy. Ačkoliv vláda nazývá jazyk myanmarštinou, pokračuje její označování jako barmština. Jde o mateřský jazyk Bamarů, Rakhinů a dalších příbuzných etnických skupin Barmy. Barmština patří mezi tibetobarmské jazyky, jež jsou podskupinou jazyků sinotibetských. Jako mateřským jazykem jí hovoří 32 milionů mluvčích, jako druhý cizí jazyk ji používá přibližně dalších 10 milionů příslušníků menšin v Barmě. Je to jazyk tonální analytický. Pro zápis používá barmské písmo odvozené od písma Mon, respektive od brahmického písma.

## Příklady

### Číslovky
| Číslice | Barmsky | Transliterace | Česky |
| ၁       | တစ်      | tit           | jeden |
| ၂       | နှစ်      | hni           | dva   |
| ၃       | သုံး       | thoun         | tři   |
| ၄       | လေး       | lei           | čtyři |
| ၅       | ငါး       | nga           | pět   |
| ၆       | ခြောက်      | chao          | šest  |
| ၇       | ခုနှစ်     | kun hni       | sedm  |
| ၈       | ရှစ်      | shit          | osm   |
| ၉       | ကိုး       | koe           | devět |
| ၁၀      | ဆယ်      | tit se        | deset |

## Vzorový text

### Všeobecná deklarace lidských práv
| barmsky       | လူတိုင်းသည် တူညီ လွတ်လပ်သော ဂုဏ်သိက္ခာဖြင့် လည်းကောင်း၊ တူညီလွတ်လပ်သော အခွင့်အရေးများဖြင့် လည်းကောင်း၊ မွေးဖွားလာသူများ ဖြစ်သည်။ ထိုသူတို့၌ ပိုင်းခြား ဝေဖန်တတ်သော ဉာဏ်နှင့် ကျင့်ဝတ် သိတတ်သော စိတ်တို့ရှိကြ၍ ထိုသူတို့သည် အချင်းချင်း မေတ္တာထား၍ ဆက်ဆံကျင့်သုံးသင့်၏။ |
| transliterace | lutuing:sany tu-nyi lwatlapsau:, gun.sikhka.hprang. lany:kaung: tu-nyi-lwatlapsau: ahkwang.-are:mya:hprang. lany:kaung:, mwe:hpwa:la.su-mya: hpracsany. htuisutui.hnai puing:hkra: wehpantatsau: nyanhnang. kyang.wat si.tatsau: cittui.hri.kra.rwe htuisutui.sany ahkyang:hkyang: mettahta:rwe hcakhcamkyang.sum:sang.e. |
| česky         | Všichni lidé se rodí svobodní a sobě rovní co do důstojnosti a práv. Jsou nadáni rozumem a svědomím a mají spolu jednat v duchu bratrství. |